# Antiveduto Gramatica

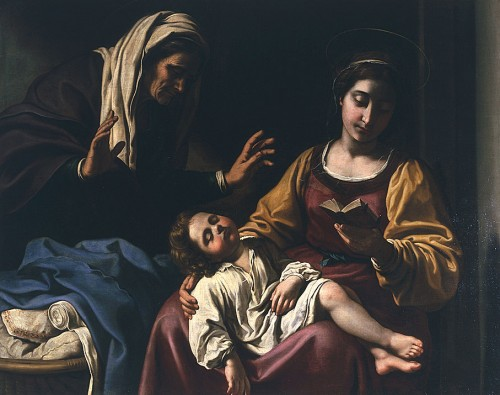
Św. Anna Samotrzeć, Muzeum Narodowe w Warszawie

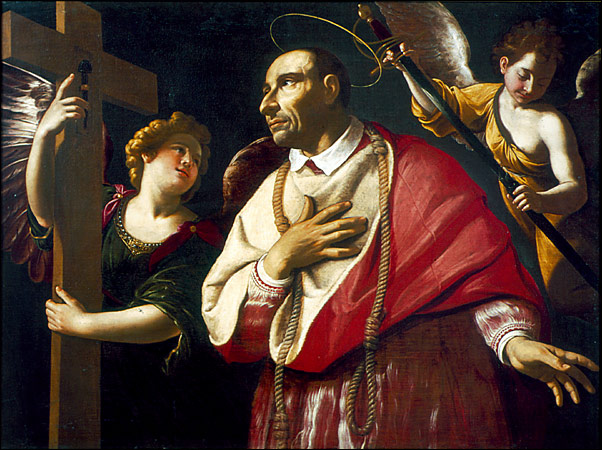
Św. Karol Boromeusz, Worcester Art Museum

Antiveduto Gramatica lub Grammatica (ur. 1571 w Sienie, zm. 1626 w Rzymie) – włoski malarz okresu baroku, caravaggionista.
W 1578 przeniósł się z ojcem do Rzymu, gdzie założył własną pracownię, w której kilka miesięcy pracował Caravaggio. Obaj cieszyli się patronatem kardynałów Francesca del Monte i Vincenza Giustinianiego. Był członkiem Akademii św. Łukasza.
Malował przede wszystkim obrazy religijne. Początkowo był pod wpływem manieryzmu Federica Barocciego, od 1610 skłaniał się ku naturalizmowi Caravaggia.

## Dzieła
- Grający na teorbanie (ok. 1615) – Turyn, Galleria Sabauda,
- Judyta z głową Holofernesa (1620-25) – Bloomington, Indiana University Art Museum,
- Madonna z Dzieciątkiem – Warszawa, Muzeum Narodowe,
- Maria Magdalena u grobu (ok. 1620) – St. Petersburg, Ermitaż,
- Św. Cecylia – Madryt, Prado,
- Św. Cecylia z dwoma aniołami (1620-25) – Wiedeń, Kunsthistorisches Museum,
- Św. Katarzyna – Sibiu, National Brukenthal Museum,
- Św. Rodzina – Florencja, Galleria Palatina,
- Uwolnienie św. Piotra – Rzym, San Salvatore in Lauro,
- Wiara, Nadzieja, Miłość – Berlin, Gemäldegalerie.